# 스포팅 캔자스시티
스포팅 캔자스시티(Sporting Kansas City)는 메이저 리그 사커에 소속된 미국의 프로축구단이다. 캔자스주 캔자스시티를 연고지로 하고 있으며 칠드런스 머시 파크를 홈구장으로 사용하고 있다.

## 역사
1995년 창단하였으며 클럽 명칭에서 "Sporting"은 유럽 스타일의 클럽 명칭을 채용하는 근래 메이저 리그 사커의 트렌드를 반영하여 2011년에 위저즈에서 변경한 명칭이다. 포르투갈과 스페인 축구클럽에 자주 사용되는 "스포르팅(Sporting)"과 철자와 의미는 같지만 영어이기 때문에 외래어 표기법에 의거하여 "스포팅"으로 표기한다.
1995년 캔자스시티 위즈(Kansas City Wiz)라는 이름으로 미주리주 캔자스시티에서 창단하여 1996년 시즌부터 메이저 리그의 팀으로 활동하고 있으며 곧 캔자스시티 위저즈(Kansas City Wizards)로 명칭을 변경했다. 2008년 주경계를 넘어 캔자스주 캔자스시티로 연고지를 옮겼고 2011년 시즌부터 캔자스주 캔자스시티 시내의 스포팅 파크를 홈구장으로 사용하고 있는데, 미주리주 캔자스시티쪽의 인구가 더 많아 시장성이 더 높다고 판단하여 향후 연고지를 다시 미주리주 쪽으로 옮길 것을 고려하고 있다.

## 우승 기록
- MLS컵 (2회) : 2000, 2013
- US 오픈컵 (2회) : 2004, 2012
- MLS 서포터스 실드 (1회) : 2000

## 선수 명단

### 현역
참고: FIFA 자격 규정에 따라 소속된 국가대표팀 국기를 표시합니다. 선수는 복수의 FIFA 비회원국 국적을 가지고 있을 수 있습니다.
| 번호 | 포지션 | 국적 | 이름            |
| ---- | ------ | ---- | --------------- |
| 7    | FW     |      | 산티아고 무노즈 |
| 14   | DF     |      | 팀 라이볼트     |

| 번호 | 포지션 | 국적 | 이름                  |
| ---- | ------ | ---- | --------------------- |
| 93   | FW     |      | 마고메드 술레이마노프 |

## 홈경기장
| 경기장                    | 사용기간                    | 장소                  | 팀명                                | 비고                                                                 |
| ------------------------- | --------------------------- | --------------------- | ----------------------------------- | -------------------------------------------------------------------- |
| 애로헤드 스타디움         | 1996년~2007년               | 미주리주 캔자스시티   | 캔자스시티 위즈 캔자스시티 위저즈   | 빈칸                                                                 |
| 커뮤니티아메리카 볼파크   | 2008년~2011년               | 캔자스주 캔자스시티   | 캔자스시티 위저즈                   | 빈칸                                                                 |
| 칠드런즈 머시 파크        | 2011년~현재                 | 캔자스주 캔자스시티   | 스포팅 캔자스시티                   | 라이브스트롱 스포팅 파크 (2011년~2013년) 스포팅 파크 (2013년~2015년) |
| 블루밸리 스포츠 컴플렉스  | 2001년 2004년 2006년 2011년 | 캔자스주 오벌랜드파크 | 캔자스시티 위저즈 스포팅 캔자스시티 | US 오픈컵 6경기를 했다.                                              |
| 쥴리안 필드               | 2005년                      | 미주리주 파크빌       | 스포팅 캔자스시티                   | US 오픈컵 2경기를 했다.                                              |
| 헤르만 스타디움           | 2009년                      | 미주리주 세인트루이스 | 스포팅 캔자스시티                   | US 오픈컵을 했다.                                                    |
| 스탠리 H. 더우드 스타디움 | 2010년                      | 캔자스주 캔자스시티   | 스포팅 캔자스시티                   | US 오픈컵을 했다.                                                    |

## 유나이티드 사커 리그제휴팀
- 스워프 파크 레인저스 (캔자스시티, 미주리)